# 確保美國全球領導力與參與法案
《確保美國全球領導力與參與法案》，取英文字首俗稱《老鷹法案》，是一部2021年立法中的美国法律。該法旨在確保美國全球領導力與參與。

## 背景
此法案長達470頁，處理一系列對抗中國課題，包括提高投資來推動美國製造業、貿易、加強與盟友合作、重新參與國際組織，以及人權議題像是認定中國對待新疆維吾爾穆斯林為「種族滅絕」。同時，要求美國政府定期審查在美國掛牌的中國公司，是否參與中國政府侵犯人權的行為當中。
該法除了包裹倡議美台加強經貿連結、台灣參與國際社會等個別挺台法案之外，也呼籲將駐美代表處正名為「台灣駐美代表處」。

## 歷史
- 2021年5月25日，美國眾議院外交委員會主席格里高利·米克斯（Gregory Meeks）推出「確保美國全球領導力與參與法案」（Ensuring American Global Leadership and Engagement Act）。
- 2021年7月15日，美國眾議院外交委員會15日正式通過日前提出的抗中「老鷹法案」（EAGLE Act，H.R. 3524）。法案接下來將送交眾議院全院審理，若是眾院過關，由於參議院6月初已通過自己版本的抗中法案，全名為「美國創新暨競爭法案」（The United States Innovation and Competition Act），兩院後續仍有許多協商工作進行[3]。

## 反應

### 中華民國
2021年7月16日，中華民國外交部發言人歐江安表示，外交部誠摯感謝美國國會自2021年初開議以來，不斷透過提出法案等各項友台作為，採取具體行動展現對台灣跨黨派的強勁支持，積極推動深化台美關係的相關倡議。外交部將持續關注該項法案的後續進展，並與美國國會友人及行政部門保持密切聯繫，以持續穩健深化台美合作夥伴關係。

### 歐盟
2021年8月，隨著美國眾議院外交委員會通過「老鷹法案」，歐盟最高民意機構「歐洲議會」，也將討論「歐盟─台灣關係與合作」草案，其中建議將歐盟派駐台灣的官方機構正名為「歐盟駐台灣辦事處」，鼓勵歐盟各會員國跟台灣深化交流，這是第一份探討歐盟、台灣關係的報告。歐洲議會外交委員會也將在9月1日，討論由瑞典籍議員查理·魏莫斯（Charlie Weimers）提出的「歐盟-台灣關係與合作議案」草案，內容包括將歐盟派駐台灣的官方機構「歐洲經貿辦事處」正名為「歐盟駐台灣辦事處」、鼓勵成員國與台灣強化交流、敦促中國停止破壞台海穩定，以及強烈主張讓台灣全面參與國際組織等。這是第一份，探討歐盟、台灣關係的報告。
9月，歐洲議會外交委員會1日通過「歐盟與台灣政治關係與合作報告」暨相關修正提案，建議將「歐洲經貿辦事處」名稱，更名為「歐盟駐台灣辦事處」。

## 相關議題
- 第二次冷戰
- 臺灣問題、臺海現狀
- 中華民國與美國關係（臺美關係）
  - 《中美共同防禦條約》
  - 《臺灣關係法》
  - 《臺灣旅行法》
  - 《臺灣保證法》
  - 《臺灣安全加強法》
  - 《2018年亞洲再保證倡議法》
  - 《台灣友邦國際保護及加強倡議法》
  - 《2022年綜合撥款法》
  - 六項保證
  - 《國防授權法》
  - 美國在臺協會
  - 美國對臺軍售列表
- 中美關係
  - 《美中三個聯合公報》
  - 《美國－香港政策法》